# Jérôme-Adolphe Blanqui
Jérôme-Adolphe Blanqui (21 novembre 1798 – 28 gennaio 1854) è stato un economista francese.

## Biografia
Discepolo di Jean-Baptiste Say, contribuì soprattutto all'economia del lavoro e alla storia dell'economia.

## Opere

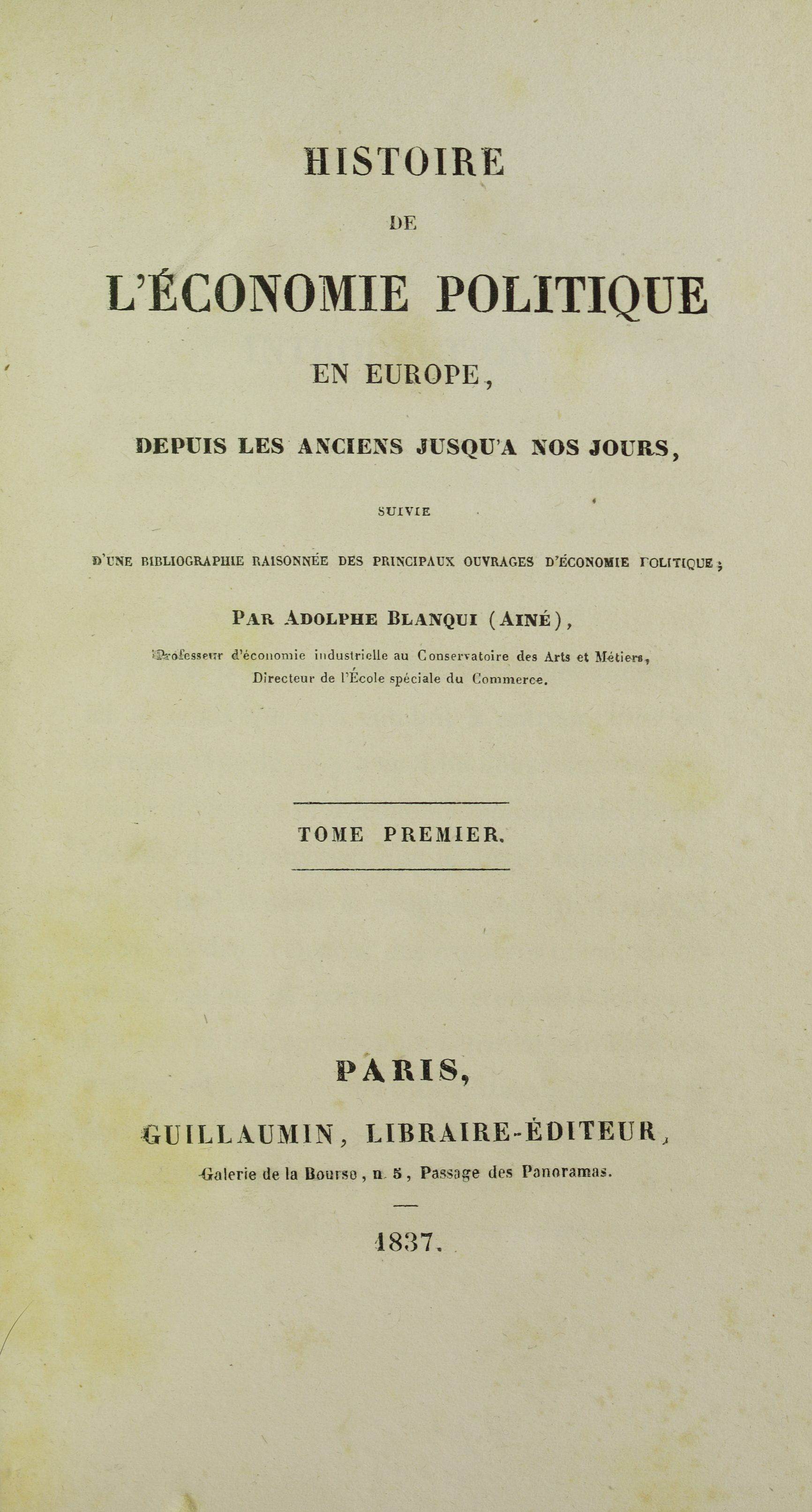
Histoire de l'économie politique en Europe, 1837

- (FR) Histoire de l'économie politique en Europe, vol. 1, Paris, Guillaumin, 1837.
- (FR) Histoire de l'économie politique en Europe, vol. 2, Paris, Guillaumin, 1837.